# El Internacional Tapas Bar & Restaurant

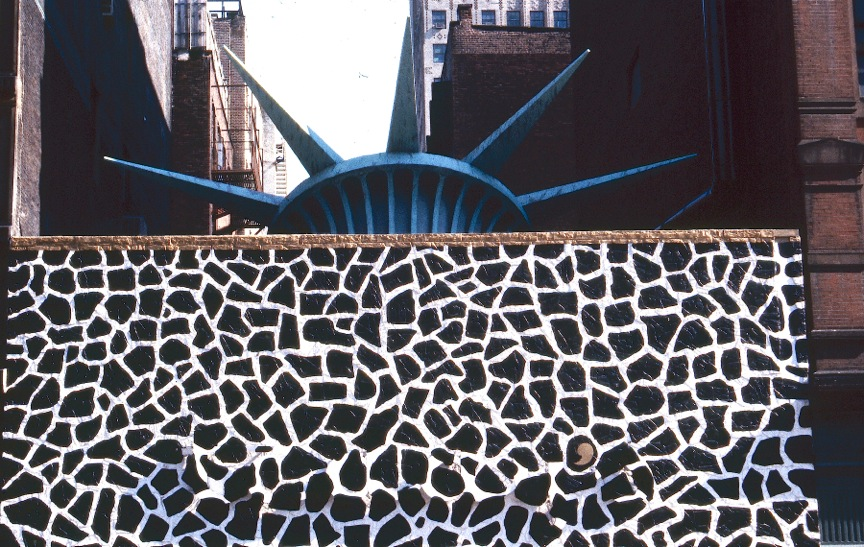
Façana de l'Internacional

L'Internacional Tapes Bar & Restaurant, fou concebut com un projecte artístic i un experiment social desenvolupat entre els anys 1984 i 1986 per l'artista Antoni Miralda i la cuinera Montse Guillén al barri de TriBeCa de Nova York. Una proposta rellevant tant en el context de l'art com en la cultura gastronòmica i que es convertí en una icona de Nova York als anys 80. El projecte entenia el menjar, les experiències culturals i l'art com a rituals per a transmetre i subvertir les tradicions, els processos de mestissatge o les pràctiques socials del moment. Un procés de creació artística diària durant gairebé 3 anys.
L'Internacional fou un projecte grupal, considerat a nivell artístic com una obra col·lectiva. Un espai que alimentava l'experiència i les interaccions al voltant del menjar i en el qual els clients acabaven sent partícips. Es donaven unes pautes que donaven situacions inesperades i el lloc es regenerava tota l'estona desdibuixant els límits, estimulant les relacions entre menjar, art, disseny, arquitectura i mitjans de comunicació.
Vint anys després de l'Internacional, Miralda i Guillén van continuar treballant en nombrosos projectes i ciutats com Miami, Hannover, Barcelona entre d'altres, desenvolupant el concepte de FoodCultura.

## Història

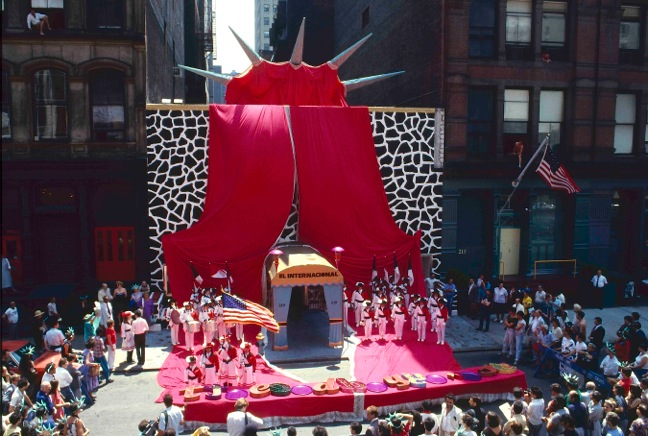
Crowning Ceremony, 15 de juliol, 1985. Una acció col·lectiva a la qual es va convidar a la nova comunitat de TriBeCa.

L'Internacional fou el primer restaurant que va donar a conèixer les tapes als Estats Units. Les tapes reproduïen la presència d'Espanya, del Mediterrani, de Catalunya i especialment de Barcelona fetes sota el personal món de Miralda i Montse Guillén. En aquesta mateixa època, Miralda gestava la seva obra Honeymoon Project, en la qual una sèrie d'accions cerimonials celebrarien unes noces imaginàries entre els monuments de Colom de Barcelona amb l'Estàtua de la Llibertat de Nova York, entre 1986 i 1992.

### Inicis

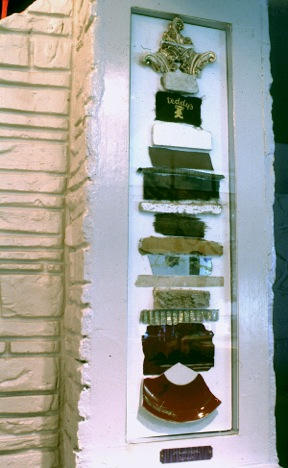
Vitrina de lArchaeological Sandvitx

El projecte de l'Internacional va començar amb la tria de l'emplaçament. Miralda havia viscut durant els anys 70 davant de l'edifici de l'antic restaurant Teddy's a TriBeCa i, com a Montse Guillén, li va fascinar la presència d'aquest establiment sense conèixer la seva dilatada i curiosa història. Entre 1920 i 1945 es va crear Teddy’s, un popular restaurant de cuina alemanya situat al 217 West Broadway on, segons es diu, visqué Edgar Allan Poe. Al 1945 el propietari, Teddy Bartel, va vendre el restaurant a Sal Cucinotta qui construirà, en el 217 i 219 West Broadway, el luxós i emblemàtic restaurant italià Teddy’s, que durant els anys 50 i 60 va atragué a moltes estrelles de cinema. A finals dels 60, sota una nova direcció, la façana i l'interior de l'espai es van transformar de nou, però el restaurant acabaria tancant, sota els rumors d'una possible connexió amb la màfia.
Miralda i Guillén descrivien L'Internacional com un espai arqueològic contemporani, un Archaeological Sandvitx que Miralda va reproduir en una de les parets a la qual va anar sobreposant elements oposats i recollits durant el procés de reconstrucció, incrustant-los a mesura que els descobria formant estrats a la manera dels jaciments arqueològics. A L'Internacional continuaven existint el Teddy’s i L'Internacional superposats.

## Recorregut

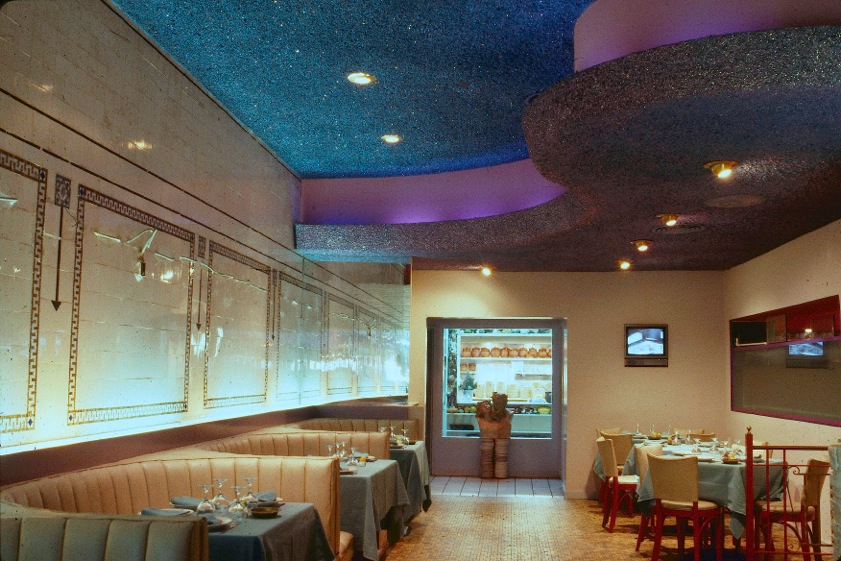
El Turquoise Dining Room, al fons la cuina oberta

El lloc era un itinerari. La façana es va redibuixar sobre l'existent com un joc òptic, transfigurant l'edifici sense desaparèixer l'arquitectura anterior. Sota la nova façana continuava apareixent camuflat el nom de Teddy’s. Des del carrer, el restaurant apareixia com una obra penetrable a la qual la gent reaccionava de formes inesperades. El primer que es veia en arribar era la Terrassa Sol i Ombra que incorporava, aixafades i incrustades a la calçada, llaunes de Coca-Cola o altres marques en forma de relíquies o fòssils, i també la vitrina on s'emetia el Vídeo Menú, un monitor en el qual es descrivien els plats, les begudes i les experiències disponibles. A través de l'aparador al carrer es podia veure el bar i, al fons, la finestra de la cuina, sent una de les primeres cuines obertes de la ciutat. Al restaurant s'hi entrava a través de la Flags Entrance, un terra de banderes de tots els països que celebrava la diversitat de Nova York donant pas al Columbus Trophy Bar, amb la presència del Monument a Colom de Barcelona en les seves ampolles i el seu famós còctel Blue Margarita concebut a L'Internacional.
El recorregut seguia pels 4 salons temàtics: el Turquoise Dining Room – que incorporava la paret de taulells, blancs, turquesa i pa d'or dels anys 20 trobada durant la remodelació -, el Carnation Room - un menjador en el qual els murs van acabar sent un atles de petons i els comensals es van apropiar de l'espai inscrivint en les parets les seves boques i les seves paraules -,  el Sentimental Room – amb la videoinstal·lació d'imatges de les celebritats que freqüentaven l'era daurada de Teddy’s: Elizabeth Taylor, Groucho Marx, Anthony Quinn, Sophia Loren...-, i el Marina Room – on quatre bacallans presidien el menjar des del sòl i el sostre Sweet Ceiling semblava decorat amb merenges que simulaven estalactites. La paret que separava els salons Turquoise i Carnation era un aquari des d'on observava la Sirena portada per Miralda de Badia (el Brasil), i que representava a Yemayá, la deessa candomblé de l'oceà i la maternitat.
Altres objectes com el Lobster Dream Lamp, el Matador Candelabra, el Black World Expresso, el Barcelona-Nova York Wedding Cake, el Liberty Crown Brochette, confonien el restaurant amb un museu, l'obra d'art amb el menjar, de manera intencionada.

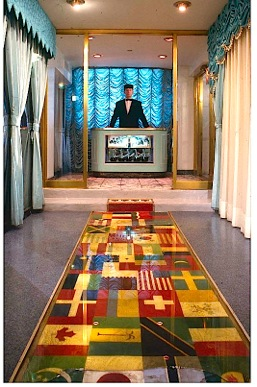
La catifa Flag Entrance, situada en direcció al bar.

### L'Experiència
A L'Internacional es realitzaven esdeveniments que es trobaven a mig camí entre la celebració, el menjar i la performance com Face to Face, en el qual es va reunir, el dia de Sant Valentí, a 70 parelles de bessons davant de plats idèntics amb sabors diferents, o la Crowning Ceremony durant la qual es va celebrar la coronació de la teulada de l'edifici amb una rèplica de grandària natural de la corona de l'Estàtua de la Llibertat. Uns altres dels actes que van passar foren el Porró Olympics, el Miami Vice Shooting, el The original Rapper de Lou Reed, o el Saturday Night Live Xou entre altres. L'Internacional Newspaper, editat per l'Internacional, es lliurava als clients just a l'entrar com una peça més del menú. Era un diari del qual es van fer quatre números, cadascun amb tinta de diferent color,  i en el qual s'incorporaven notícies i textos sobre el projecte i el menjar. El nombrós personal internacional del restaurant també estava integrat en aquesta gran obra i fins i tot els clients s'influenciaven per l'estètica del lloc i acabaven vestint de blanc i negre, com la façana, per a anar a menjar.

## Llegat
El projecte va ser testimoni de la crònica sociocultural de la vida a TriBeCa, una zona industrial on la comunitat artística es va començar a desplaçar a principis dels anys 80. L'Internacional es va entrecreuar, especialment durant la nit, amb el Palladium en el Midtown o el Area NightClub en TriBeCa, llocs que van començar també en aquest moment a parlar de fusió. Va acollir entre els seus clients a celebritats com Andy Warhol, Sara Montiel, Jean Michel Basquiat, Pina Bausch, Robert De Niro, David Byrne, Umberto Eco, Antonio Gades, Keith Haring, Michael Douglas, Grace Jones, Diane Keaton, John Kennedy, David Lynch o Frank Zappa, entre d'altres.
L'interès generat per l'Internacional, també va tenir gran repercussió en els mitjans. Televisió, premsa i revistes com The New York Times, Nova York Magazine, The Village Voice, The Face Magazine, Architectural Rècord, Metropolis, Gurmet Magazine, etc. van parlar d'ell. Durant anys, la imatge de la corona de l'Estàtua de la Llibertat instal·lada en la teulada i l'interior del bar, van aparèixer en els crèdits que obrien el programa Saturday Night Live de la cadena NBC Tv Network. L'Internacional fou espai de referència no oficial del "cool downtown" dels 80 a Nova York.
Poc temps després que Miralda i Montse es retiraren del dia a dia de l'Internacional per a inaugurar el mateix 1986 el Honeymoon Project, la identitat del restaurant i l'adreça canvia i el restaurant es transforma en El Teddy’s, especialitzat en cuina mexicana. L'any 2000, Steven Elghanayan, de la signatura de desenvolupament Epic, compra l'edifici a Sal Cucinotta per prop de 3 milions de dòlars, i comença el que serà un llarg debat per a evitar l'immediat enderrocament de l'edifici, la seva memòria i la seva icònica corona, oposant-s'hi la City Landmarks Preservation Commission i els veïns. El cas es va perdre i es va aprovar la construcció d'un edifici residencial de 7 plantes que finalment l'any 2004 va esborrar la presència de 4 restaurants i 80 anys d'història.